# 두 오버
《두 오버》(영어: The Do-Over)는 미국에서 제작된 스티븐 브릴 감독의 2016년 버디 액션 코미디 영화이다. 애덤 샌들러, 데이비드 스페이드 등이 출연하였고, 앨런 코버트 등이 제작에 참여하였다.

## 출연
- 애덤 샌들러
- 데이비드 스페이드
- 폴라 패튼
- 캐스린 한
- 닉 스워드슨
- 맷 월시
- 러네이 테일러
- 숀 애스틴
- 너타샤 러제로
- 루이스 구스만
- 캐서린 벨
- 마이클 치클리스
- 토르스텐 포게스
- 스탠 엘스워스
- 댄 패트릭
- 재키 샌들러
- 세이디 샌들러
- 서니 샌들러

## 기타 제작진
- 미술: 페리 앤덜린 블레이크
- 의상: 킴벌리 A. 틸먼